# Tvrtko Ljutić
Tvrtko Ljutić (Zagreb, 8. rujna 2002.) hrvatski je alpski skijaš, predstavnik kluba HSK Žuti mačak. Trenira ga otac Amir Ljutić. Brat je skijašice Zrinke Ljutić.
Ljutić je nastupio na svojoj prvoj FIS utrci u studenom 2018. u Soldi u Njemačkoj, gdje je u veleslalomu osvojio 35. mjesto. Sudjelovao je na juniorskom prvenstvu Bosne i Hercegovine u alpskom sportu u prosincu 2018. godine, gdje je osvojio šesto mjesto u slalomu i 13. mjesto u veleslalomu. Na juniorskom prvenstvu Austrije bio je 17. u slalomu. U veljači je sudjelovao na Zimskom EYOF-u 2019. (Olimpijski festival europske mladeži), te je bio 17. u slalomu i 46. u veleslalomu.
Na Prvenstvu Hrvatske u alpskim sportovima 2019. osvojio je šesto mjesto u slalomu. Sudjelovao je i na prvenstvu Slovenije u alpskim disciplinama gdje je završio 17. u slalomu, 42. u kombinaciji, 56. u superveleslalomu i 38. u spustu.
Sudjelovao je u alpskom skijanju tijekom Zimskih olimpijskih igara mladih 2020. Tamo je došao do 41. mjesta u superveleslalomu, gdje je pobijedio Šveđanin Adam Hofstedt. U sljedećem slalomu u kombinaciji stigao je do 20. mjesta. U veleslalomu je bio 25., a u slalomu 5.
Njegov najbolji dosadašnji rezultat na velikom međunarodnom natjecanju bilo je 15. mjesto u alpskoj kombinaciji na Svjetskom prvenstvu 2023. u Courchevelu i Méribelu.
Imao je debi u Svjetskom skijaškom kupu u Madonni di Campiglio u siječnju 2025. godine.
Pobijedio je na europskom Pro Touru u jedrenju na dasci te bio prvak Europe u kategoriji do 15 godina.